# Alexandre Lamfalussy
Alexandre baron Lamfalussy (Kapuvár, 26 april 1929 – Ottignies-Louvain-la-Neuve, 9 mei 2015) was een Hongaars-Belgisch econoom en bankier. Hij gold als een van de grondleggers van de Europese Economische en Monetaire Unie.

## Levensloop
Sándor Lámfalussy werd in 1929 geboren in Kapuvár in Hongarije. In 1949 verliet hij zijn geboorteland. Zo kwam hij als staatloze vluchteling terecht in België. Hij studeerde economie in Leuven en in Oxford, waar hij ook zijn proefschrift schreef. Later doceerde hij aan de UCL en Yale. 
In 1976 werd Lamfalussy economisch adviseur bij de Bank voor Internationale Betalingen in het Zwitserse Bazel. Van 1986 tot 1993 was hij er directeur-generaal.
Van 1994 tot 1997 was hij president van het Europees Monetair Instituut in Frankfurt, dat de invoering van de euro moest voorbereiden. Die instelling werd later de Europese Centrale Bank.
In 1996 werd hij opgenomen in de erfelijke Belgische adel, met de persoonlijke titel van baron.